# Jharna Dhara Chowdhury
Jharna Dhara Chowdhury (n. 15 octombrie 1938, Bangladesh – d. 27 iunie 2019, Dacca, Bangladesh) a fost o politiciană și activistă socială din Bangladesh. 

## Carieră
Chowdhury a fost secretara Asociației Gandhi Ashram Trust din Districtul Noakhali.

## Premii
- Premiul Gandhi Seva Puraskar (2010)[3]
- Premiul Padma Shri (2013)[2]
- Premiul Ekushey Padak pentru servicii sociale (2015)[4]
- Premiul Jamnalal Bajaj (1998)[5]